# Eckard Meister
Eckard Meister (* 19. Oktober 1885 in Leipzig; † 8. November 1914 vor Ypern) war ein deutscher Rechtswissenschaftler und Rechtshistoriker.

## Leben
Eckard Meister wurde geboren als Sohn des Epigraphikers Richard Meister und seiner Frau Klothilde, geborene Eckardt. Er war der zweitjüngste von fünf Brüdern. Sein ältester Bruder Karl war klassischer Philologe und Hochschullehrer.
Meister absolvierte das Abitur an der Nikolaischule und studierte Rechtswissenschaft an den Universitäten Leipzig und Berlin, u. a. bei Heinrich Brunner. Am 30. März 1911 wurde er bei Adolf Wach in Leipzig mit einer zivilprozessrechtlichen Arbeit promoviert. Am 28. Oktober 1912 wurde er ebendort mit der von Rudolph Sohm und Adolf Wach angeregten rechtshistorischen Arbeit Ostfälische Gerichtsverfassung im Mittelalter habilitiert. Daraufhin lehrte er als Privatdozent für Deutsche Rechtsgeschichte und Deutsches Privatrecht an der Universität Leipzig. Gemeinsam mit Hans Peters schrieb er an einem Buch über das Kartellrecht. Im Juli 1914 wurde er von der Universität Basel auf eine außerordentliche Professur für deutsche Rechtsgeschichte und deutsches Privatrecht berufen. Er sollte die Nachfolge von Hans Planitz antreten, der bereits nach einem Jahr die Universität Basel verlassen hatte.
Zu Beginn des Ersten Weltkriegs meldete sich Meister freiwillig als Reserveoffizier. Noch bevor er seine Professur in Basel antreten konnte, fiel er in der Ersten Flandernschlacht. Er ist begraben auf dem Soldatenfriedhof von Langemark. Zwei Tage nach Eckard fiel auch sein jüngerer Bruder Ludwig bei Ypern, bald darauf fiel auch sein älterer Bruder Richard.

## Schriften (Auswahl)
- Die Veräußerung in Streit befangener Sachen und Abtretung rechtshängiger Ansprüche nach § 265 ZPO (= Würzburger Abhandlungen zum deutschen und ausländischen Prozessrecht. H. 5). Hirschfeld, Leipzig 1911 (Dissertation, Universität Leipzig, 1911).
- Ostfälische Gerichtsverfassung im Mittelalter. Kohlhammer, Berlin 1912 (Habilitationsschrift, Universität Berlin, 1912).
- Fahrnisverfolgung und Unterschlagung im deutschen Recht. In: Festschrift für Adolf Wach. Bd. 3, Meiner, Leipzig 1913, S. 407–484.